# LaGrand-zaak
De LaGrand-zaak is een rechtszaak van Duitsland tegen de Verenigde Staten die in 2001 diende bij het Internationaal Gerechtshof.

## Casus
De broers Karl en Walter LaGrand beroofden op 7 januari 1982 de Valles National Bank in Marana (Arizona). Daarbij werd door Karl LaGrand de bankdirecteur Ken Hartsock doodgestoken. Beide broers werden ter dood veroordeeld.

## Diplomatiek geschil
De zaak leidde tot een diplomatiek geschil tussen de Verenigde Staten en de bondsrepubliek Duitsland. Overeenkomstig art. 36 leden 1 en 2 van het Weens Verdrag voor consulair verkeer hadden de Amerikaanse autoriteiten de broers moeten wijzen op hun recht op consulaire bijstand van de Duitse regering. Dit was echter niet gebeurd. Van Duitse zijde werd door de ambassadeur en door parlementariër Claudia Roth een gratieverzoek ingediend bij de gouverneur van Arizona. Dit verzoek werd afgewezen. De Amerikanen beweerden dat de organen van de staat Arizona niet aan het Weens Verdrag gebonden waren.
Kort voor de terechtstelling van Walter LaGrand klaagde Duitsland bij het hof van Arizona vanwege de schending van het recht op hoor en wederhoor. Ook het Amerikaanse Hooggerechtshof wees de aanklacht af, waarbij het zich beriep op het elfde amendement van de grondwet van de Verenigde Staten dat verbiedt dat het federale Hooggerechtshof oordeelt over geschillen tussen Amerikaanse staten en vreemde staten.
Op 2 maart 1999 diende Duitsland een verzoek om voorlopige maatregelen in bij het Internationaal Gerechtshof om te voorkomen dat Walter LaGrand zou worden geëxecuteerd. Dat hof legde de Verenigde Staten een voorlopige maatregel op met de strekking dat de executie geen doorgang zou vinden. De Verenigde Staten legden dit naast zich neer.

## Uitspraak
Op 27 juni 2001 oordeelde het Internationaal Gerechtshof dat voorlopige maatregelen die het Hof oplegt op grond van art. 41 van het Statuut van het Internationaal Gerechtshof in overeenstemming met het voorwerp en doel van het Statuut als bindend moeten worden beschouwd. Door de voorlopige maatregelen naast zich neer te leggen hadden de Verenigde Staten het internationaal recht geschonden.

## Betekenis
De zaak LaGrand is van belang, omdat eruit blijkt dat voorlopige maatregelen van het Internationaal Gerechtshof bindend zijn.